# Ana Claudia Talancón
Ana Claudia Talancón (ur. 1 maja 1980 w Cancún) – meksykańska aktorka i modelka.

## Kariera
Karierę rozpoczęła w rodzinnym mieście. Aktorstwa w Cancún uczył ją profesor Albio Paz. Później wyjechała do stolicy Meksyku, gdzie uczęszczała do szkoły aktorskiej Héctora Mendozy i Raúla Quintanilli.
Największą popularność zdobyła dzięki rolom w takich filmach jak Zbrodnia Ojca Amaro i Miłość w czasach zarazy. Zwłaszcza ten ostatni projekt otworzył jej drogę do innych prestiżowych projektów. Doceniono jej talent.
Brała również udział w kampaniach reklamowych, m.in. bielizny Intimissimi, w charakterze modelki.

## Filmografia
| Rok  | Charakterystyka                                                  | Rola                  |
| ---- | ---------------------------------------------------------------- | --------------------- |
| 2010 | Soy tu fan                                                       | Carla „Charly” Garcia |
| 2009 | Dollhouse                                                        | Galena                |
| 2008 | Terminales                                                       | Abril Márquez         |
| 2008 | Purgatorio                                                       | Cleotilde             |
| 2008 | Arráncame la vida                                                | Catalina Guzman       |
| 2007 | Llamada perdida (en:One Missed Call; pl: Nieodebrane połączenie) | Taylor Anthony        |
| 2007 | 'Fast Food Nation'                                               | Coco                  |
| 2007 | Último justo                                                     | Miryam                |
| 2007 | Love in the Time of Cholera (pl: Miłość w czasach zarazy)        | Olimpia Zuleta        |
| 2006 | Alone with Her                                                   | Amy                   |
| 2006 | Virgin of Juarez                                                 | Mariela               |
| 2005 | Después de la muerte                                             | Cleotilde             |
| 2005 | Sueño (pl: Marzenia)                                             | Nina                  |
| 2004 | Matando Cabos (pl: Porywacze, zapaśnik i papuga)                 | Paulina Cabos         |
| 2003 | Ladies' Night                                                    | Alicia                |
| 2003 | Umbral                                                           | Gina                  |
| 2002 | El Crimen del padre Amaro (pl: Zbrodnia Ojca Amaro)              | Amelia                |
| 2002 | Vale Tudo                                                        | María de Fátima       |
| 2000 | Amor latino                                                      | Marina Villegas       |
| 1999 | El Cometa                                                        | Valentina             |
| 1999 | Romántica Obsesión                                               | Mariana               |
| 1999 | El Juego sin reglas (pl: Grzech)                                 |                       |
| 1998 | Señora                                                           |                       |
| 1997 | Al norte del corazón jako Ángela                                 |                       |

## Wyróżnienia i nagrody
| Festiwal                   | Nagroda/wyróżnienie                                                         | Kategoria                                           | Za film...             | Rok  |
| -------------------------- | --------------------------------------------------------------------------- | --------------------------------------------------- | ---------------------- | ---- |
| Ariel Awards Mexico        | Nominacja do nagrody Srebrnego Ariela                                       | najlepsza aktorka                                   | „El Cometa”            | 1999 |
| Ariel Awards Mexico        | Nominacja do nagrody Srebrnego Ariela                                       | najlepsza aktorka                                   | „Zbrodnia ojca Amaro”  | 2002 |
| MTV Movie Award Mexico     | Nominacja                                                                   | ulubiona aktorka                                    | „Zbrodnia ojca Amaro”  | 2002 |
| MTV Movie Award Mexico     | Nominacja do nagrody                                                        | „najseksowniejsza scena”                            | „Zbrodnia ojca Amaro”  | 2002 |
| Premios ACE                | Nagroda Premios ACE                                                         | najlepsza aktorka filmowa                           | „Zbrodnia ojca Amaro”  | 2002 |
| BendFilm Festival          | Nagroda Jury                                                                | Najlepsza kobieca rola drugoplanowa                 | „The Virgin of Juarez” | 2006 |
| MTV Movie Award Mexico     | Nagroda                                                                     | za najlepszy występ sceniczny w show „Ladies Night” |                        | 2004 |
| Mexican Cinema Journalists | Nagroda Silver Goddess przyznana przez meksykańskich dziennikarzy filmowych |                                                     | „Arráncame la vida ”   | 2009 |